# Herman I (landgraf Turyngii)
Herman I (ur. ok. 1155, zm. 25 kwietnia 1217 w Gocie) – landgraf Turyngii od 1190, palatyn saski od 1181 z dynastii Ludowingów.

## Życiorys
Herman był młodszym synem landgrafa turyńskiego Ludwika II oraz Jutty, córki księcia szwabskiego Fryderyka II Jednookiego. Wraz ze starszym bratem i zarazem dziedzicem ojca na landgrafowstwie Turyngii, Ludwikiem III zaangażował się w spór między Hohenstaufami i Welfami, opowiadając się po stronie tych pierwszych (cesarz Fryderyk I Barbarossa był jego wujem). Obaj jednak z tego powodu wpadli w welfowską niewolę. Po uwolnieniu z niej dzięki zwycięstwu cesarza nad Henrykiem Lwem, otrzymali palatynat saski, który Ludwik III w 1181 r. przekazał Hermanowi.
Po śmierci w 1190 r. starszego brata, który nie pozostawił męskich potomków, Herman objął władzę nad Turyngią, mimo że sprzeciwiał się temu nowy cesarz, syn Barbarossy Henryk VI, który sam chciał przejąć to terytorium. Dzięki zjednoczeniu Turyngii i palatynatu saskiego pod swoim berłem stał się jednym z potężniejszych władców Świętego Cesarstwa Rzymskiego. Objęcie Turyngii Herman musiał okupić pewnymi ustępstwami terytorialnymi, a jego stosunki z cesarzem były odtąd napięte. Po śmierci cesarza Henryka VI w 1197 r. Herman odwrócił się ostatecznie od Hohenstaufów i poparł Ottona IV brunszwickiego. Dzięki temu uzyskał bogate miasta Mühlhausen, Nordhausen i Saalfeld. Jego konsekwentne poparcie dla Ottona, który ostatecznie poniósł porażkę w zmaganiach z Filipem Szwabskim miało konsekwencje w postaci utraty wcześniejszych nabytków, a także spustoszenia Turyngii podczas działań wojennych.
Dwór Hermana na zamku Wartburg był ważnym centrum kultury dworskiej, związani byli z nim najbardziej znani minnesingerzy tych czasów (m.in. Heinrich von Veldeke, Wolfram von Eschenbach i Walther von der Vogelweide). Herman i jego krąg poetów zostali opisani w powstałym ówcześnie poemacie o wojnie wartburskiej, choć nie ma pewności, czy opiera się on na faktycznych wydarzeniach. Do wątku tego sięgnął w XIX w. Richard Wagner w operze Tannhäuser.

## Potomkowie
Herman ok. 1181 r. poślubił Zofię, córkę palatyna saskiego Fryderyka VI z Sommerschenburga, która zmarła w 1189 lub 1190 r. Z małżeństwa tego pochodziły dwie córki:
- Jutta, żona margrabiego Miśni Dytryka I, a następnie hrabiego Hennebergu Poppona XIII,
- Jadwiga, żona Albrechta, hrabiego Orlamünde i Holsztynu.

Ok. 1196 r. Herman ożenił się ponownie, z Zofią, córką księcia bawarskiego Ottona I, zmarłą w 1238 r. Z tego małżeństwa pochodziło czterech synów i trzy córki, w tym m.in.:
- Ludwik IV Święty, landgraf Turyngii,
- Henryk Raspe IV, landgraf Turyngii i antykról Niemiec,
- Konrad, wielki mistrz zakonu krzyżackiego,
- Irmgarda, żona hrabiego Anhaltu Henryka I,
- Agnieszka, żona księcia Henryka z rodu Babenbergów, a następnie księcia saskiego Albrechta I.